# 陈景文
陈景文，中国教育部长江学者特聘教授，大连理工大学环境学院教授，主要从事环境计算毒理学、新污染物治理技术与化学品风险防控研究。

## 生平
陈景文1997年获南京大学环境化学博士学位，同年起在大连理工大学任教。2010至2020年任大连理工大学环境学院院长。

## 社会兼职
- 中国教育部环境科学与工程类专业教学指导委员会委员
- 中国国务院学位委员会第八届学科评议组成员
- 中国毒理学会计算毒理学专业委员会主任
- 中国毒理学会理事